# Iberolacerta aurelioi
La lagartija pallaresa (Iberolacerta aurelioi) es una especie de lagartija de la familia Lacertidae, endémica del Pirineo centro-oriental.

## Distribución
Endemismo ibérico, se localiza en solo tres núcleos montañosos del eje pirenaico (Montroig, Pica de Estats y Coma Pedrosa-Tristaina-Serrera) en la confluencia de España, Francia y Andorra, con un enclave al sur en el Serrat de Capifonts. Su área principal está dentro de territorio español (Cataluña), donde ocupa exclusivamente la comarca del Pallars Sobirá (provincia de Lérida).

## Hábitat
Habita en el piso alpino desde los 2.100 m al menos hasta los 2.940 m de altitud, aunque la mayor parte de poblaciones se encuentran entre los 2.300 y los 2.500 m, en circos glaciales. Sobre rocas bien abrigadas y con buena insolación.

## Amenazas
Al tener un área de distribución tan restringida y asociada a afloramientos rocosos abrigados en circos glaciales, la principal amenaza es la destrucción de su hábitat (explotaciones hidroeléctricas, estaciones de esquí, construcción de refugios, etc.), la recolección furtiva y el progresivo calentamiento sobre las biotas alpinas.